# Korsimoro
Korsimoro est une commune rurale et le chef-lieu du département de Korsimoro situé dans la province du Sanmatenga de la région Centre-Nord au Burkina Faso. La ville est l'ancienne capitale du royaume de Boussouma, l'un des cinq royaumes mossi, et à ce titre abrite le marché royal de Boussouma ainsi que les tombes royales.

## Géographie
Korsimoro se trouve à 10 km au sud de Boussouma, à 35 km au sud de Kaya et à environ 75 km au nord-est de Ouagadougou, le chef-lieu de la province. La ville est traversée par la route nationale 3 reliant Kaya à Ouagadougou.

## Histoire
Le premier ministre du roi de Boussouma y réside (Kougr'Zougou) ainsi que le grand chef de terre du royaume (Tengsoba de Tangporin). Korsimoro est le lieu de résidence de la plupart des ministres importants du roi de Boussouma tels que le Boal'naaba, le Goudr'naaba, le Widi naaba et le Bend'naaba. Le collège électoral pour la désignation du nouveau roi y siège et a comme président le premier ministre qui assure la régence.

## Éducation et santé
Korsimoro accueille un centre de santé et de promotion social (CSPS) du département tandis que le centre hospitalier régional (CHR) se trouve à Kaya.

## Culture et patrimoine
Le Basga, importante fête coutumière du roi de Boussouma, se déroule à Korsimoro dans sa grande partie (rites et réjouissances populaires) et a lieu au mois d'octobre de chaque année.